# Henri Ferrand
Henri Ferrand, né le 1er mars 1853 à Grenoble et mort dans la même ville le 23 avril 1926, est un avocat, géographe, alpiniste et écrivain français.

## Portraits
- Édouard d'Apvril, Henri Ferrand, huile sur toile, Coll. musée de Grenoble (MG IS 14)

## Œuvre bibliographique
- La Chartreuse (1899)

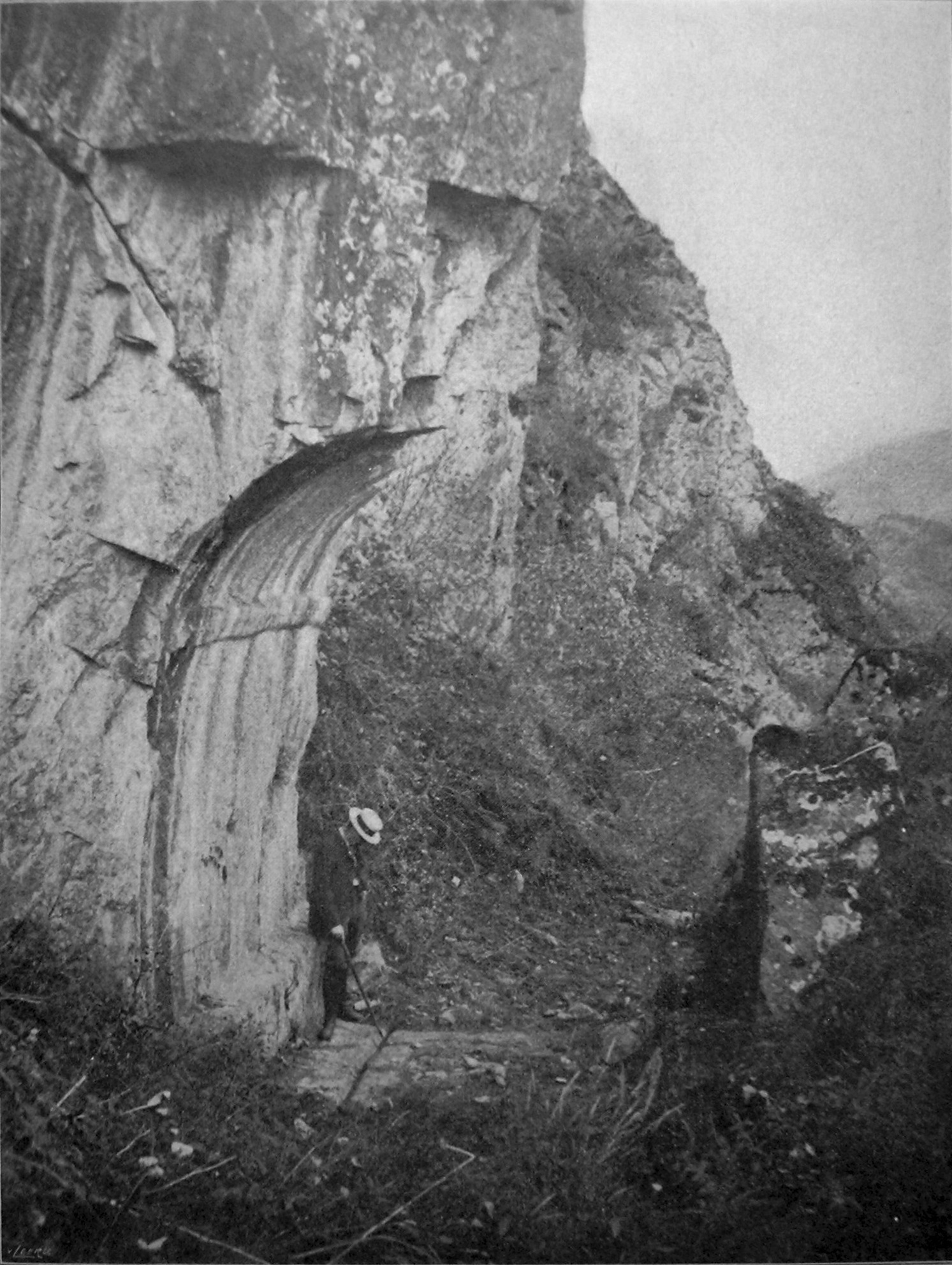
La porte romaine de Bons (Mont-de-Lans) vers 1906, cliché de Henri Ferrand.

- Belledonne et les Sept Laux (1901)
- L'Oisans (1903)
- Le Vercors (1904)

- D'Aix-les-Bains à la Vanoise (1907)

- Le Pays Briançonnais (1909)
- Grenoble, capitale des Alpes françaises (1911)
- Le Mont-Blanc d'aujourd'hui (1912)
- La route des Alpes, françaises du Léman à la mer (1912)
- La Route des Pyrénées françaises, de la Méditerranée à l'Océan (1914)

## Décorations
- Chevalier de la Légion d'honneur (2 février 1922)
- Officier d'académie (27 juillet 1897)
- Chevalier de l'Instruction publique (23 janvier 1907)
- Chevalier de l'ordre du Mérite agricole (2 octobre 1907)